# Gladzor
Gladzor – wieś w Armenii, w prowincji Wajoc Dzor. W 2011 roku liczyła 2126 mieszkańców.